# Jorba (higo)
Jorba es un cultivar de higuera de tipo higo común Ficus carica, unífera de higos de epidermis con color de fondo verde amarillento y el sobre color amarillo verdoso. Se cultiva en la colección de higueras de Montserrat Pons i Boscana en Llucmajor, Islas Baleares.

## Sinonimia
- „Sin sinónimo“,[3][5][6]

## Historia
Actualmente la cultiva en su colección de higueras baleares Montserrat Pons i Boscana, rescatada de un ejemplar o higuera madre localizada y cultivada en la finca "Míner", propiedad de Josep Sacarès i Mulet.
Esta variedad pertenece al grupo de "alicantinas" de poca importancia en cuanto a la extensión de su cultivo, pero de interesantes características agronómicas.
En cuanto al origen de su denominación, se llama así por ser originaria del municipio de Jorba en la comarca de Noya, Cataluña, e introducida en las Islas Baleares por los conquistadores catalanes.

## Características
La higuera 'Jorba' es una variedad unífera de tipo higo común. Árbol de mediano desarrollo, con copa redondeada, y el ramaje alargado esparcido. Sus hojas son en su mayoría de 3 lóbulos (40%), de 1 lóbulo (30%) y con 5 lóbulos (30%). Sus hojas con dientes presentes y márgenes serrados. Los higos 'Jorba' tienen una forma de pera, con poca facilidad de desprendimiento, cuando maduran como tienen dificilabscisión permanecen ya secos en el árbol lo que aumenta su periodo de recolección. La yema apical es cónica amarillenta.
Los higos 'Jorba' son de unos 12,4 gramos en promedio, de epidermis de grosor medio, consistencia dura y poco desprendimiento, con facilidad de pelado, cuando maduro de color de fondo verde amarillento y el sobre color amarillo verdoso. Ostiolo de 0 a 1 mm con escamas pequeñas blanquecinas. Pedúnculo de 5 a 10 mm cilíndrico verde amarillento a verde claro. Grietas longitudinales muy finas casi inexistentes. Costillas muy marcadas de color verde amarillento. Con un ºBrix (grado de azúcar) de 19, sabor insípido aguanozo, sin embargo cuando secos tienen sabor dulce, con firmeza mediana baja, con color de la pulpa rojo pálido, amarillento. Con cavidad interna pequeña, con gran cantidad de aquenios medianos. Altísimo porcentaje de frutos aparejados, uniformes en las dimensiones pero un poco asimétricas en las formas. Los higos maduran sobre el 16 de agosto al 22 de septiembre, siendo de productiva media aunque en un gran periodo de tiempo. Son muy resistentes a las lluvias y a los rocíos, y a la apertura del ostiolo y al agriado.

## Cultivo  y usos
'Jorba', utilizada para consumo de higos en fresco y secos para animales (porcino y bovino), aunque tiene buenas cualidades para un aprovechamiento económico, por su buena resistencia al transporte y a las lluvias, y sobre todo a la apertura del ostiolo. Es difícil encontrar ejemplares en las islas Baleares. Se está intentando recuperar su cultivo a partir de ejemplares cultivados en la colección de higueras baleares de Montserrat Pons i Boscana en Llucmajor.